# 絳曲堅贊
大司徒絳曲堅贊（藏語：ཏའི་སི་ཏུ་བྱང་ཆུབ་རྒྱལ་མཚན，威利转写：ta'i si tu byang chub rgyal mtshan，1302年—1364年），又譯為降曲堅贊、松秋堅贊，西藏帕竹王朝建立者，是政教合一的領袖，被稱為班札法王。元顺帝曾册封他為大司徒。

## 生平
降曲堅贊出身自西藏朗色林氏族，家族是西藏早期的貴族，游牧為生，曾經邀請過蓮花生大士來到他們的莊園說法。在朗達瑪被殺之後，中央王朝崩解，西藏陷入部族割據的局面，郎色林氏族趁勢控制了現今的西藏札囊縣境，雅魯藏布江河谷地區。他們信奉寧瑪派，但是也保留了西藏原先的精靈信仰，他們以朗色林寺為核心，統治著這個地區。
1158年，噶舉派達波拉傑的弟子帕木竹巴·多吉傑布到帕木竹建立了丹薩替寺，成為帕竹噶舉的始祖。帕竹噶舉派的領導者與朗色林氏族合作，統治了衛藏地區。
元朝時，薩迦派法王受到蒙古人的支持，通过出任宣政院使成為西藏的統治者。朗色林氏族也受到薩迦派的冊封，繼續領導這個地區。降曲堅贊出身朗色林氏族，七歲時，在京俄大師澤細巴門下受居士戒，法名降曲堅贊，意為菩提寶幢。九歲時跟隨親教師楚達瓦及軌範師布訛巴出家，修行勝樂金剛法。
朗色林氏族在元朝時受到薩迦派法王的册封，是西藏三個萬戶長之一（止貢、帕竹、嚓巴）。1313年，降曲堅贊前往薩迦派，擔任達尼欽波桑波貝的當聶（即宮廷隨從），學習佛教，同時也學習管理行政事務的知識。他曾經受到薩迦巴統治者的侮辱，因起興起取而代之的念頭。1321年，他接受薩迦派的任命，回到帕竹，擔任萬戶長。1322年，元朝册封他為帕竹萬戶長，他開始整頓吏治，發展藏地經濟。
他與鄰居雅桑萬戶發生爭鬥，要求取回屬於原有帕竹萬戶的領地，至少是元世祖忽必烈及宣政院歷次頒發文告聖旨中規定的領地。最後絳曲堅贊所帶領的帕竹政權佔領了雅桑大部、迫使蔡巴萬戶割地求和。
从1349年开始，他逐步击败元朝支持下的薩迦巴政权。时值元朝末年，中国内地亦于1351年爆发大规模的红巾军起义，使得元朝无力西顾。到1358年，他彻底推翻薩迦派的統治，建立了帕竹王朝，並且向元朝宣告他是全藏的統治者。同年元朝末代皇帝元順帝承認了絳曲堅贊的既得權力和新藏主的地位，賜給萬戶長銀印兩枚，并册封他為大司徒。同時也册封他為班札法王（即金剛乘法王）。元順帝賜給絳曲堅贊虎鈕印章和封詔，規定貢噶、仁蚌等前後藏地區為絳曲堅贊的轄地，冊封絳曲堅贊的部下釋迦仁欽為曲彌萬戶長。絳曲堅贊的帕竹政權正式取代薩迦政權，接管烏思藏，絳曲堅贊也成為帕竹政權的第一代第悉。
降曲堅贊打破原先的土地制度，將土地公平分配給農民，同時恢復了松贊干布時期的西藏法律。他也建立了自己的軍隊，並且在邊區巡防，讓西藏脫離了元朝蒙古人的統治。
1351年，他修建了澤當寺，成為帕竹噶舉派重要的基地。丹薩替寺以修密法為主，澤當寺以講授顯宗經論為主。
1364年，降曲堅贊去世，由他的姪子释迦坚赞繼位。